# TMG (バンド)
TMG（ティー・エム・ジー）は、B'zのギタリスト松本孝弘を中心としたHR/HMバンド。バンド名は「Tak Matsumoto Group」の頭文字をとったもの。

## メンバー
※太字はオリジナル・メンバーを表す

### 第1期 (2004年)
| メンバー名             | パート                             | 主な経歴 |
| ---------------------- | ---------------------------------- | --- |
| 松本孝弘               | ギター                             | B'zのリーダー、ソロでの活動の他、浜田麻里やTM NETWORK等のレコーディングやライブなどサポートも担当                                                                              |
| エリック・マーティン   | ボーカル                           | MR. BIG、ERIC MARTIN BAND、ソロでの活動の他、AVANTASIAのライブやレコーディングに参加                                                                                           |
| ジャック・ブレイズ     | ベース・ボーカル                   | ナイト・レンジャー、ダム・ヤンキース、レヴォリューション・セインツ、ソロ作品もリリースしている                                                                                 |
| ブライアン・ティッシー | ドラム（レコーディング・メンバー） | プライド&グローリー、ホワイトスネイク、ビリー・アイドル、スラッシュズ・スネイクピット、デッド・デイジーズなどの他、サポートメンバーとしてB'zのライブおよびレコーディングに参加 |
| シンディ・ブラックマン | ドラム（レコーディング・メンバー） | レニー・クラヴィッツ、ジャッキー・マクリーンほか |
| クリス・フレイジャー   | ドラム（ツアー・メンバー）         | ホワイトスネイク、スティーヴ・ヴァイ、フォリナーほか、B'zのレコーディングにも参加している                                                                                      |

### 第2期 (2024年)
| メンバー名           | パート           | 主な経歴 |
| -------------------- | ---------------- | --- |
| 松本孝弘             | ギター           | B'zのリーダー、ソロでの活動の他、浜田麻里やTM NETWORK等のレコーディングやライブなどサポートも担当                   |
| エリック・マーティン | ボーカル         | MR. BIG、ERIC MARTIN BAND、ソロでの活動の他、AVANTASIAのライブやレコーディングに参加                                |
| ジャック・ブレイズ   | ベース・ボーカル | ナイト・レンジャー、ダム・ヤンキース、レヴォリューション・セインツ、ソロ作品もリリースしている                      |
| マット・ソーラム     | ドラム           | ガンズ・アンド・ローゼズ、ヴェルヴェット・リヴォルヴァーほか                                                        |
| Yukihide"YT"Takiyama | ギター           | The Boxing Gandhis、GOSPELS OF JUDAS、またサポートメンバーとしてB'zや氷室京介などのライブおよびレコーディングに参加 |

## 来歴

### 2004年
2月9日、「TMG」始動。
3月31日、シングル『OH JAPAN 〜OUR TIME IS NOW〜』を発売。
4月9日、目黒・雅叙園にて記者会見を行う。
6月23日、アルバム『TMG I』発売。
7月30日、ライブツアー「TMG LIVE "Dodge The Bullet" Tour」が開始。
8月7日・8日、「SUMMER SONIC 04」に出演。本イベントにてTMG・稲葉浩志コラボＴシャツが販売された。
11月8日、アルバム『TMG I』のヨーロッパ盤がリリース。
12月15日、ライブ・ビデオ『Dodge The Bullet』を発売。

### 2024年
2月、20年ぶりにアルバムをリリースすることをジャック・ブレイズが示唆。
3月8日、20年ぶりに活動することを正式に発表。
4月19日、ツアーのスケジュールとメンバーを発表。
9月18日、2ndアルバム『TMG II』を発売。また翌19日には、ヨーロッパのレコードレーベル「フロンティアーズ・レコード」と海外市場におけるパートナーシップ締結し、『TMG II』をデジタル配信とCDで全世界発売することを発表した。
9月15日、「テレビ朝日 ドリームフェスティバル2024」に出演。
9月19日、ライブツアー『TMG LIVE 2024 -Still Dodging The Bullet-』が開始。
12月6日、2ndアルバム『TMG II』の海外版CDパッケージをリリース。

## 作品

### リリース作品
|                    | 発売日         | タイトル                                 | 規格        | 規格品番        |
| ------------------ | -------------- | ---------------------------------------- | ----------- | --------------- |
| シングル           | 2004年3月31日  | OH JAPAN 〜OUR TIME IS NOW〜             | CD          | BMCV-5006       |
| スタジオ・アルバム | 2004年6月23日  | TMG I                                    | CD+DVD      | BMCV-8010       |
| スタジオ・アルバム | 2004年6月23日  | TMG I                                    | CD          | BMCV-8011       |
| スタジオ・アルバム | 2024年9月18日  | TMG II                                   | CD+GOODS    | BMCS-8017       |
| スタジオ・アルバム | 2024年9月18日  | TMG II                                   | CD＋Blu-ray | BMCS-8018       |
| スタジオ・アルバム | 2024年9月18日  | TMG II                                   | CD          | BMCS-8019       |
| ライブ・ビデオ     | 2004年12月15日 | Dodge The Bullet                         | DVD         | ONBD-7042/3     |
| ライブ・ビデオ     | 2004年12月15日 | Dodge The Bullet                         | VHS         | ONVX-7042       |
| ライブ・ビデオ     | 2025年5月28日  | TMG LIVE 2024 -Still Dodging The Bullet- | DVD         | BMBS-5003〜5004 |
| ライブ・ビデオ     | 2025年5月28日  | TMG LIVE 2024 -Still Dodging The Bullet- | Blu-ray     | BMXS-5003〜5004 |

### 未音源化作品
- Tak, Jack, Eric and ATTACK (Chris Frazier)
（作詞・作曲：Tak Matsumoto・Jack Brades・Eric Martin　編曲：TMG）

### 参加作品
| 発売日         | タイトル                     | 収録曲                          |
| -------------- | ---------------------------- | ------------------------------- |
| 2004年10月18日 | Rock The Bones Vol.2         | 7. OH JAPAN 〜OUR TIME IS NOW〜 |
| 2005年7月20日  | ULTRAMAN ORIGINAL SOUNDTRACK | 12. NEVER GOOD-BYE              |

## タイアップ
| タイトル                     | タイアップ先                                 |
| ---------------------------- | -------------------------------------------- |
| OH JAPAN 〜OUR TIME IS NOW〜 | 『TV ASAHI NETWORK SPORTS 2004』テーマソング |
| NEVER GOOD-BYE               | 松竹映画『ULTRAMAN』主題歌                   |

## テレビ出演
- 2004年4月5日 フジテレビ「HEY!HEY!HEY! 春の桜満開！日本全国縦断生中継スペシャル！！」[5][8]
- 2004年4月9日 テレビ朝日「ミュージックステーション・スペシャル」[5][8]
- 2004年8月13日 テレビ朝日「ミュージックステーション」 (「THE GREATEST SHOW ON EARTH 」を演奏)[5][8]
- 2004年12月4日、12月25日 TBSチャンネル『TMG 2004 ～Dodge The Bullet～』[17]
- 2024年9月13日 テレビ朝日「ミュージックステーション 2時間SP」(「GUITAR HERO」「ETERNAL FLAMES」を演奏) [18]
- 2024年12月30日 WOWOW『松本孝弘/TMG Special Interview Program』[19]